# Kendran
Kendran is een bestuurslaag in het regentschap Buleleng van de provincie Bali, Indonesië. Kendran telt 2369 inwoners (volkstelling 2010).